# Вітчим
Вітчи́м — це чоловік (нерідний батько) рідної матері дитини, з яким мати й дитина постійно проживають однією сім'єю. Вітчим — чоловічий синонім поняття «мачуха».
Стосовно до вітчима діти дружини іменуються «пасинками» («пасербами»), або «пасербицями» («падчерками, падчірками»). У разі, коли діти є нерідними для обох батьків, найчастіше вживають термін «прийомний батько», або просто «батько».
Останнє десятиліття в українському суспільстві спостерігається криза традиційного інституту сім'ї. У понад 70 % випадків подружжя, що розриває шлюб, має неповнолітніх дітей і приблизно 50 % цих осіб вступають у повторний шлюб протягом трьох років з моменту розірвання попереднього, тобто значна кількість дітей в Україні проживає у сім'ях з вітчимом, рідше з мачухою. За таких умов роль цих осіб як членів сім'ї в соціальному і юридичному сенсі важко переоцінити.

## Правовий статус
Вітчим має особливий правовий статус у сімейному праві України, що істотно відрізняється від статусу усиновлювача, опікуна та піклувальника, характеризується мінімально необхідним набором прав та обов'язків щодо пасинка, пасербки.
Відповідно до українського законодавства, якщо вітчим проживають однією сім'єю з малолітніми, неповнолітніми пасинком, пасербицею, вітчим має право брати участь у їхньому вихованні, але це не обов'язок. Він може і не брати участі у їхньому вихованні, зобов'язати його до цього ніхто не може, на відміну від рідного батька, якого закон зобов'язує виховувати своїх дітей, і за невиконання цього обов'язку він несе відповідальність.Законодавець потенційно визнає таких осіб однією сім'єю і закріплює за ними сімейні права та обов'язки.
Сімейне законодавство передбачає взаємні права та обов'язки щодо утримання мачухи, вітчима і падчерки, пасинка (статті 268 і 270 Сімейного Кодексу України).